# مريم سلطان
مريم سلطان (29 فبراير 1948 -)، ممثلة إماراتية.

## حياتها
ولدت في إمارة الشارقة، وهي مرشحة الإمارات لدورها التأسيسي كمخرجة وممثلة مسرحية وتلفزيونية ومساهماتها التأصيلية للحركة المسرحية في الإمارات من خلال عضويتها التأسيسية في مسرح دبي منذ عام 1976.

## أعمالها

### من المسلسلات
- 1987 مهموم عايش فرحان.[2]
- 1989 29 سالفة وسالفة.
- 1993 الناس بيزات.
- 1996 مرمر زماني.
- 1996 سفينة الأحلام.
- 1996 أبي عفواً.
- 2000 حاير طاير.[3]
- 2001 مؤامرات عائلية.[4]
- 2002 عمى ألوان.
- 2003 شمس القوايل.
- 2005 أمواج هادئة.[5]
- 2006 جمرة غضى.
- 2007 نعم ولا.
- 2007 بنت النور.
- 2008 حظ يا نصيب.
- 2008 الداية.
- 2008 أبلة نوره.
- 2008 ظل الياسمين.
- 2009 هديل الليل.[6][7]
- 2009 عجيب غريب.
- 2011 تصانيف 2.[8][9]
- 2013 زمان لول.[10]
- 2015 زمن الطيبين.[11]
- 2015 شبيه الريح.[12]
- 2016 مكان في القلب.[13]
- 2017 فات الفوت.[14]

### أفلام
- 2008 جنة مريم.[15]
- 2015 ساير الجنة.[16]
- 2015 رائحة الخبز.[17][18]
- 2018 وصلنا ولا بعدنا.[19][20]
- 2020 الشبح.[21][22]

### المسرحيات
- درس من الزمن.
- شمس النهار.
- بومحيوس في بتايا.
- بومحيوس في ورطة.
- حكاية لم تروها شهرزاد.

## روابط خارجية
- مريم سلطان على موقع قاعدة بيانات الأفلام العربية